# Seznam českých šlechtických rodů, F
Tento seznam obsahuje výčet šlechtických rodů, které byly v minulosti spjaty s Českým královstvím Podmínkou uvedení je držba majetku, která byla v minulosti jedním z hlavních atributů šlechty, případně, zejména u šlechty novodobé, jejich služby ve státní správě na území Českého království či podnikatelské aktivity. Platí rovněž, že u šlechty, která nedržela konkrétní nemovitý majetek, jsou uvedeny celé rody, tj. rodiny, které na daném území žily alespoň po dvě generace, nejsou tudíž zahrnuti a počítáni za domácí šlechtu jednotlivci, kteří zde vykonávali pouze určité funkce (politické, vojenské apod.) po přechodnou či krátkou dobu. Nejsou rovněž zahrnuti církevní hodnostáři z řad šlechty, kteří pocházeli ze šlechtických rodů z jiných zemí.

## F
- Faltysové z Jamného[1]
- Fellnerové z Feldeka[1]
- Fictumové z Fictum
- Fikarové z Vratu[2]
- Firšicové z Nabdína
- Fleißnerové z Wostrowitz[1]
- Franchimontové z Frankkenfeldu
- Freislebenové z Bischhofenu
- Fremdárové z Pruku
- Fremutové z Krásného Dvora[3]
- Fučikovští z Grünhofu[1]
- z Fulštejna[3]
- Fürstenberkové